# (4733) ORO
(4733) ORO es un asteroide perteneciente al cinturón de asteroides, descubierto el 19 de abril de 1982 por el equipo del Observatorio Oak Ridge desde la Estación George R. Agassiz en Harvard (Massachusetts), Estados Unidos.

## Designación y nombre
Designado provisionalmente como 1982 HB2. Fue nombrado ORO en homenaje al Oak Ridge Observatory, de la Universidad de Harvard, en Massachusetts.

## Características orbitales
ORO está situado a una distancia media del Sol de 2,185 ua, pudiendo alejarse hasta 2,345 ua y acercarse hasta 2,025 ua. Su excentricidad es 0,073 y la inclinación orbital 4,716 grados. Emplea 1179 días en completar una órbita alrededor del Sol.

## Características físicas
La magnitud absoluta de ORO es 13,6. Tiene 4,721 km de diámetro y su albedo se estima en 0,423. Está asignado al tipo espectral Sq según la clasificación SMASSII.